# U 511
U 511 war ein deutsches U-Boot vom Typ IX C, das von der deutschen Kriegsmarine im Zweiten Weltkrieg eingesetzt wurde. Es wurde als sogenanntes Monsun-Boot eingesetzt. Am 16. September 1943 wurde es an Japan übergeben, in der Kaiserlich Japanischen Marine wurde es als RO 500 wieder in Dienst gestellt.

## Geschichte

### Bau und Indienststellung
Der Bauauftrag erging am 20. Oktober 1939 an die Deutsche Werft in Hamburg. Die Kiellegung erfolgte am 21. Februar 1941 und der Stapellauf am 22. September 1941. Am 8. Dezember 1941 stellte Kapitänleutnant Friedrich Steinhoff das Boot in Dienst.

### Stationierungen, Flottillenzugehörigkeit und Kommandanten
Das Boot wurde nach seiner Indienststellung bis zum 31. Juli 1942 bei der in Stettin stationierten 4. U-Flottille zu Ausbildungszwecken eingesetzt. Vom 1. August 1942 bis zur Außerdienststellung des Bootes am 1. September 1943 gehörte es als Frontboot zur 10. U-Flottille in Lorient. Über die gesamte Ausbildungszeit und den ersten beiden Feindfahrten war Kapitänleutnant Friedrich Steinhoff Kommandant des Bootes. Vom 18. Dezember 1942 bis zum 20. November 1943 war Kapitänleutnant Fritz Schneewind Kommandant.

### Raketentests im Sommer 1942
Die Idee Raketen unter Wasser abzufeuern, stammte von dem Bruder des Kommandanten Kapitänleutnant Friedrich Steinhoff, Dr.-Ing. Ernst Steinhoff. Daher lag es nahe U 511 für die ersten Tests zu verwenden. Da man herkömmliche 30-cm-Wurfkörper verwenden wollte, wurden insgesamt vier Gestelle mit schwerem Wurfgerät 41 vom Heer auf dem Deck von U 511 montiert. Nach ersten Testschüssen am 14. Mai 1942 und 15. Mai noch von Land aus und am 27. Mai und am 28. Mai von einem im Küstenwasser versenkten Gestell, fanden die ersten Schussversuche auf U 511 am 14. Juni 1942 statt. Bei einer Tauchtiefe von 13 Meter feuerte U 511 sechs Schüsse ab, dabei erreichten die Granaten eine Reichweite von bis zu 4800 Meter. Jedoch beeinträchtigten die montierten Wurfgeräte die Eigenschaften der Boote sehr und es war den Booten nur mit großer Anstrengung möglich sich auf zwei bis drei Kilometer der Küste zu nähern. Daher wurde das Projekt wieder verworfen.

### Einsätze
U 511 unternahm vier Feindfahrten, auf denen 5 Schiffe mit 41.373 BRT versenkt und ein Schiff mit 8.773 BRT beschädigt wurden.

#### Erste Unternehmung
U 511 verließ Kiel am 16. Juli 1942 und lief am 29. September in Lorient nach 76 Tagen auf See ein. Auf dieser Unternehmung wurden zwei Schiffe mit 22.049 BRT versenkt und ein Schiff mit 8.773 BRT beschädigt.
- 28. August 1942: Beschädigung des amerikanischen Tankers Esso Aruba (8.773 BRT, in Konvoi TAW-15 fahrend)
- 28. August 1942: Versenkung des britischen Tankers San Fabian (13.031 BRT, in Konvoi TAW-15 fahrend, 26 Tote)
- 28. August 1942: Versenkung des niederländischen Tankers Rotterdam (8.968 BRT, in Konvoi TAW-15 fahrend, 10 Tote)

#### Zweite Unternehmung
Das Boot lief am 24. Oktober 1942 aus Lorient aus und lief am  28. November wieder dort ein. Auf dieser 36 Tage dauernden Unternehmung wurde kein Schiff versenkt oder beschädigt.

#### Dritte Unternehmung
U 511 verließ Lorient am 31. Dezember 1942 und lief am 8. März 1943 wieder dort ein. Auf dieser Unternehmung wurde ein Schiff mit 5.004 BRT versenkt.
- 09. Januar 1943: Versenkung des britischen Dampfers William Wilberforce (5.004 BRT, 3 Tote)
- 12. Februar 1943: Bei einem Angriff auf die Cape Finisterre wurde U 511 von den Begleitbooten des Konvois beschädigt und musste somit ohne einen Treffer zu landen den Angriff abbrechen

#### Vierte Unternehmung
Das Boot verließ Lorient am 10. Mai 1943 und machte sich auf den Weg nach Kure. Dort lief es als erstes Monsun-Boot am 7. August ein. Bei dieser Unternehmung wurden zwei Schiffe mit 14.370 BRT versenkt.
- 27. Juni 1943: Versenkung des amerikanischen Dampfers Sebastian Cermeno (7194 BRT, 5 Tote)
- 09. Juli 1943: Versenkung des amerikanischen Dampfers Samuel Heintzelmann (7176 BRT, 75 Tote)

## Verbleib
Am 16. September 1943 wurde das Boot außer Dienst gestellt und als Geschenk Hitlers an Japan übergeben. Dort wurde es von der Kaiserlich Japanischen Marine als RO 500 wieder in Dienst gestellt. RO 500 bekam eine japanische Besetzung unter dem Kommando von Kapitän zur See Okuda. Die ursprüngliche deutsche Mannschaft wurde mit einem Motorschiff nach Singapur gebracht und dort auf die ehemaligen italienischen U-Boote UIT 23, UIT 24 und UIT 25 verteilt.
Im August 1945 kapitulierte Kapitän zur See Okuda in Maizuru gegenüber den Amerikanern. Das Boot wurde daraufhin im Golf von Maizuru durch die US Navy am 30. April 1946 versenkt.

## Erfolge
| Datum           | Name                | Nationalität           | Tonnage (BRT) | Erfolg          |
| --------------- | ------------------- | ---------------------- | ------------- | --------------- |
| 27. August 1942 | Esso Aruba          | Vereinigte Staaten     | 08.773        | beschädigt      |
| 27. August 1942 | Rotterdam           | Niederlande            | 08.968        | versenkt (Lage) |
| 27. August 1942 | San Fabian          | Vereinigtes Königreich | 13.031        | versenkt (Lage) |
| 09. Januar 1943 | William Wilberforce | Vereinigtes Königreich | 05.004        | versenkt (Lage) |
| 27. Juni 1943   | Sebastian Cermeno   | Vereinigte Staaten     | 07.194        | versenkt (Lage) |
| 09. Juli 1943   | Samuel Heintzelman  | Vereinigte Staaten     | 07.176        | versenkt (Lage) |